# Carvilia
Carvilia är ett släkte av bönsyrsor. Carvilia ingår i familjen Mantidae.
Kladogram enligt Catalogue of Life:
| Carvilia | \| \| Carvilia gracilis \| \| \| \| \| \| Carvilia obscura \| \| \| \| \| \| Carvilia saussurii \| \| \| \| |
|          | \| \| Carvilia gracilis \| \| \| \| \| \| Carvilia obscura \| \| \| \| \| \| Carvilia saussurii \| \| \| \| |
|          | Carvilia gracilis                                                                                           |
|          | |
|          | Carvilia obscura                                                                                            |
|          | |
|          | Carvilia saussurii                                                                                          |
|          | |